# Rorion Gracie
Rorion Gracie (ur. 10 stycznia 1952 w Rio de Janeiro) – brazylijski mistrz sztuk walki. Jest najstarszym synem Hélio Gracie, twórcy Gracie jiu-jitsu. Posiadacz czerwonego pasa w brazylijskim jiu-jitsu w stopniu mistrzowskim (IX dan). Współzałożyciel Ultimate Fighting Championship.

## Życiorys[1][2]
W 1969 przyleciał do Stanów Zjednoczonych, lecz na miejscu został okradziony. Po niecałym roku spędzonym w USA wrócił do Brazylii by dalej się uczyć jiu-jitsu pod okiem ojca Hélio. W Brazylii nie zabawił długo i wrócił do USA, by szerzyć idee Gracie jiu-jitsu. Ze swojego garażu zrobił salę treningową, gdzie przez prawie 10 lat trenował i uczył ludzi nowej sztuki walki jaką było Gracie jiu-jitsu. 
Rorion chciał przede wszystkim pokazać światu nową sztukę walki lecz potrzebował do tego telewizji. Jednym z jego uczniów był reżyser John Milius, który pomógł Rorionowi nawiązać kontakty z producentami telewizyjnymi. Mając za sobą telewizję postanowił wraz z Artem Daviem i Campbellem McLarenem zorganizować wielki turniej sztuk walki gdzie będą mogli się skonfrontować zawodnicy różnych stylów walki bez żadnych ograniczeń. Turniej został nazwany The Ultimate Fighting Championship, a areną zmagań stała się ośmiokątna klatka nazwana później oktagonem.
Mający miejsce 12 listopada 1993 turniej okazał się sporym sukcesem. Zmagania zawodników na McNichols Sports Arena w Denver oglądało prawie 2800 osób, a 40 tys. wykupiło dostęp pay per view. Turniej wygrał brat Roriona, filigranowy Royce, który pokonał o wiele cięższych od siebie rywali technikami kończącymi, prezentując przed widzami skuteczność Gracie jiu-jitsu w starciu z innymi sztukami walki. Następne edycje również dominował Royce. 
W kwietniu 1995, po turnieju UFC 5 Rorion opuścić spółkę, a krótko po tym sprzedał swoje udziały w firmie. Głównym powodem tej decyzji było wymuszanie zmian przepisów przez producentów telewizyjnych na nim, którzy m.in. narzucili ograniczenie czasu nadawania gal, co skutkowało przerwaniem transmisji podczas finałowej walki między Roycem a Danem Severnem na UFC 4, gdyż przewidziano na gale jedynie dwugodzinną relację. 
Przez następne lata skupił się na prowadzeniu swojej szkoły brazylijskiego jiu-jitsu w USA. W 2011 napisał i wydał książkę The Gracie Diet.